# Meade Lux Lewis
Meade Lewis, detto Lux (Chicago, 4 settembre 1905 – Minneapolis, 7 giugno 1964), è stato un pianista e compositore statunitense.

## Storia
È famoso per i suoi contributi nel genere boogie-woogie. Il suo pezzo più famoso, Honky Tonk Train Blues, è stato reinterpretato in vari contesti, spesso come arrangiamento per big band. In Honky Tonk Train Blues la spinta delle massicce terze della mano sinistra genera uno slancio enorme, accresciuto dai ritmi incrociati fantasticamente complessi (benché naturalmente intuitivi) della mano destra. L'energia congiunta dei ritmi risulta vigorosamente sensuale; ma qui ancora l'orgasmo è incompleto. Alcuni musicisti che hanno suonato questo pezzo nelle loro performance sono Adrian Rollini, Frankie Trumbauer, la clavicembalista classica Sylvia Marlowe, l'organista George Wright (insieme al batterista Cozy Cole, sotto il titolo di Organ Boogie) e Bob Zurke con l'orchestra di Bob Crosby. Anche Keith Emerson, degli Emerson, Lake & Palmer spesso suonava questo pezzo nei suoi live. In Italia, la versione di Emerson è famosa per essere divenuta la sigla della trasmissione televisiva di Rai 2 Odeon. Tutto quanto fa spettacolo nel 1976.

## Biografia
Meade Anderson Lewis nacque a Chicago, Illinois nel settembre del 1905 (il 3, 4 e 13 settembre sono citate come date possibili della sua nascita in varie fonti). Nella sua giovinezza fu influenzato dal pianista Jimmy Yancey.
Una versione di Honky Tonk Train Blues, registrata per l'etichetta discografica Paramount Records, ha segnato il suo debutto. Lewis l'ha riproposta anche per la Parlophone nel 1935 e per la Victor nel 1937, ma fu la sua apparizione allo storico concerto di Jonn Hammond Dagli Spirituals Allo Swing nella Carnegie Hall nel 1938 a donargli fama duratura. Lewis suonò spesso con altri due artisti del concerto (Albert Ammons e Pete Johnson) come trio e divenne il pianista boogie-woogie del momento. I tre musicisti hanno suonato insieme in tour e il loro successo ha portato un decennio di mania boogie-woogie.
Lewis è stato il primo pianista jazz a suonare la celesta. Ha suonato anche il clavicembalo in alcune registrazioni nel 1941. Dopo che l'ondata boogie-woogie finì Lewis lavorò a Chicago e in California.
Lewis apparve nei film New Orleans (1947) e Nightmare (1956). È apparso anche nel film di Frank Capra La vita è meravigliosa mentre suona il piano nella scena in cui George Bailey viene cacciato fuori dal bar di Nick. Ha passato i suoi ultimi anni suonando ragtime.
Lewis morì in un incidente d'auto a Minneapolis, Minnesota il 7 giugno 1964, all'età di 58 anni.